# Архиепархия Сиракузы
Архиепархия Сиракузы (лат. Archidioecesis Syracusana) — архиепархия Римско-католической церкви с центром в городе Сиракуза, Италия. В митрополию Сиракузы входят епархии Ното, Рагузы. Кафедральным собором архиепархии Сиракузы является Церковь Пресвятой Девы Марии.

## История
По церковному преданию епархия Сиракузы является одной из старейших католических епархий. Существует византийская рукопись VII—VIII вв., в которой сообщается, что в 39 — 40 гг. апостол Павел послал Марциана в Сиракузы, чтобы там проповедовать христианство. Марциан основал в Сиракузах несколько христианских общин, которые были объединены в епархию. Епархия в Сиракузах стала второй известной в истории католицизма основанной епархией после епархии в Антиохии. Эту традицию поддерживал Римский папа Лев X, который написал: «Cum, sicut accepimus, Syracusana Ecclesia, qua secunda post Antiochenam Cristo dicata asseritur (Поэтому мы принимаем, что епархия в Сиракузах является второй посвящённой Христу после Антиохии)».
Согласно новозаветной книги «Деяния апостолов» в 61 году апостол Павел остановился в Сиракузе на три дня во время своего путешествия в Рим (Деян. 28,12).
Самые ранние археологические свидетельства присутствия христиан в Сиракузе датируются началом III века (катакомбы Сан-Джованни, Санта-Лючия). В IV веке в Сиракузе пострадала мученической смертью святая Луция.
В «Миланском эдикте» император Константин I приглашал епископа Сиракузы Кресто на Арльский собор, который состоялся в 314 году. Другой епископ Сиракузы Герман участвовал в Сардикийском соборе в 343—344 гг. В VI веке епископ Сиракузы Евлалий участвовал в Римских соборах 501 и 503 гг., где он упоминается четвёртым по старшинству после епископов Рима, Милана и Равенны.
В VI веке Римский папа Григорий I обращался к епископу Сиракузы Максимиану с просьбой об основании монастырей в Сиракузе. В 680 году Римский папа Агафон упоминает Сиракузы как один из важнейших центров христианской Сицилии. В VIII—IX веке Константинопольский патриарх носил звание митрополита всей Сицилии. Епископ Сиракуз Григорий Асвеста играл важную роль в развитии конфликта между сторонниками константинопольских патриархов Игнатия и Фотия. В 860 году римский папа вмешавшийся в конфликт Николай I претендовал на право рукоположения епископов Сиракузы.
После вторжения на Сицилию мусульман 21 мая 878 года христианство епископа Сиракузы была переведена в Палермо, где она находилась до 1086 года. Епархия Сиракузы была восстановлена в 1093 году Рожером I и с 1188 года входила в митрополию Монреале.
12 сентября 1816 года и 3 июля 1817 года епархия Сиракузы передала часть своей территории новым епархиям Кальтаджироне и Пьяцца Армерина. 15 мая 1844 года епархия Сиракузы передала часть своей территории новой епархии Ното.
20 мая 1844 года епархия Сиракузы была возведена в ранг архиепархии с суффраганной епархией Ното.
1 октября 1955 года архиепархия Сиракузы передала часть своей территории новой епархии Рагузы.

## Ординарии архиепархии
| - Святой Марциан (68); - Кресто Сиракузский (314); - Герман Сиракузский (?); - Серапион Сиракузский (?); - Сиракузий известен лишь по имени на гробнице в катакомбах Сан-Джованни; - Святой Евлалий (?); - Стефан Сиракузский (533); - Аноним Сиракузский (555—560); - Святой Максимиан (591—594); - Святой Иоанн (595—603); - Пётр (625—638); - Исаак (640—642); - Святой Зосим (648—661); - Святой Илья (668); - Георгий Сиракузский (668—669); - Святой Феодосий (680); - Феодосий (?); - Стефан (787); - Теодор из Критины (833); - Григорий Асвеста (847—865); - Теодор (865—878); - Руджеро (1093—1104); - Гульельмо (1111—1117); - Угон (1124—1143); - Балдовин (?); - Гуарин (1144—1154); - Паризий (?); - Риккардо Пальмер (1157—1183), переведён в Мессину; - Лоренцо (1188—1201); - Андреа Годефредо (1201); - Адам Бартоломей (1212—1222); - Коррадо-тевтонец (?); - Григорий (1233—1254); - Ринальдо де Лузио (1254—1255); - Маттео де Маджистро (1255—1267); - Симоне да Лентини (1269—1275); - Доменико да Сарагоцца (1296—1304); - Филиппо Санчес де Азур (1305—1312); - Пьетро де Монтекатено (1313—1336); - Оджерио де Вирзоло (1338—1341); - Джакомо де Франкис (1342—1361); - Эннеко де Алеммания (1361—1378); - Франческо Дентиче (1380—1381); - Джованни де Алифе (1382—1385); - Людовико (1385—1386); - Томмасо де Эрбес (1388—1419); - Руджеро Белломо (1419—1443); | - Хуан Гарсия де Арагон (5.01.1444 — 1446); - Паоло Сантафе (3.02.1444 — 1460); - Антонио Иаков Веньер (9.01.1462 — 26.01.1463) — назначен архиепископом Лиона; - Андреа Толомеи (26.01.1463 — 1468); - Далмацио Габриэле (6.09.1469 — 13.01.1511); - Гульельмо Раймондо Чентеллес (4.06.1512 — 22.08.1516); - Пьетро Урриес (28.12.1516 — 1518); - Людовико Платамоне (18.02.1518 — 1540); - Джироламо Беккаделли Болонья (1541—1560); - Джованни Ороско де Арзес (6.12.1562 — 11.08.1574); - Джильберто Исфар-и-Кориллас (1574—1579); - Джованни Кастеллано Ороско (1579—1602); - Джузеппе Саладино (1604—1611); - Джованни Торрес де Озорио (13.12.1613 — 19.10.1619); - Паоло Фараоне (1619—1629); - Фабрицио Антиноро (1630 — 25.07.1635); - Francesco d’Elia e Rossi (1639—1647); - Джованни Антонио Капобьянко (1649—1673); - Франческо Мария Рини (1674—1676); - Франческо Фортенцца (1676—1693); - Асдрубале Термини (1695—1722); - Томмасо Марино (14.02.1724 — 1730); - Sede vacante (1730—1732); - Маттео Тригона (7.05.1732 — 1748); - Франческо Теста (6.05.1748 — 22.04.1754) — назначен архиепископом Монреале; - Джузеппе Антонио де Реквизенс (17.02.1755 — 1772); - Джованни Баттиста Алагона (13.09.1773 — 1801); - Гаэтано Бонанно (24.05.1802 — 1806); - Филиппо Тригона (1807—1824); - Джузеппе Аморелли (20.12.1824 — 1840); - Sede vacante (1840—1845); - Микеле Манцо (21.04.1845 — 27.09.1852); - Анджело Робино (27.06.1853 — 28.08.1868); - Sede vacante (1868—1871); - Джузеппе Гуарино (23.02.1871 — 2.07.1875); - Бенедетто Ла Веккья (5.07.1875 — 6.03.1896); - Джузеппе Фиоренца (22.06.1896 — 11.12.1905); - Луиджи Биньями (11.12.1905 — 27.12.1919); - Джакомо Карабелли (13.04.1921 — 16.07.1932); - Этторе Баранцини (29.04.1933 — 6.03.1968); - Джузеппе Бонфиголи (6.03.1968 — 17.04.1973); - Калогеро Лауричелла (8.09.1973 — 20.06.1989); - Джузеппе Костанцо (7.12.1989 — 12.09.2008); - Сальваторе Паппалардо (12.09.2008 — по настоящее время). |  |

## Источник
- Annuario Pontificio, Libreria Editrice Vaticana, Città del Vaticano, 2003, ISBN 88-209-7422-3
- Konrad Eubel, Ab anno 1431 usque ad annum 1503 perducta in Hierarchia Catholica Medii ævi: sive, Summorum Pontificum, S[anctæ] R[omanæ] E[cclesiæ] Cardinalium, Ecclesiarum Antistitum Series. E Documentis Tabularii Præsertim Vaticani Collecta, Digesta, Edita, [vol. II], Patavii : Il Messaggero di s. Antonio [1901], 1968. стр. 244
- Булла Ad dominicum gregem Архивная копия от 27 марта 2010 на Wayback Machine, AAS 42 (1950), стр. 622  (лат.)
- Булла Quamquam est christianae Архивная копия от 2 февраля 2020 на Wayback Machine, AAS 47 (1955), стр. 851  (лат.)